# Штейбе, Николай Александрович
Николай Александрович фон Штейбе (?—1837) — генерал-майор, участник Кавказской войны.
Дата рождения неизвестна, первый офицерский чин получил в 1810 г. и служил на Кавказе.
21 августа 1828 г. за отличие во время русско-турецкой войны был награждён орденом св. Георгия 4-й степени (№ 4195 по списку Григоровича — Степанова).
С 1826 по 1832 гг. командовал 18-й артиллерийской бригадой.
25 июня 1833 г. Штейбе был произведён в генерал-майоры по артиллерии и в следующем 1834 г., состоя при отдельном Кавказском корпусе, участвовал в экспедиции против горцев, по окончании коей находился в распоряжении его императорского высочества генерал-фельдцейхмейстера великого князя Михаила Николаевич.
Осенью 1837 г., находясь в отряде генерала Вельяминова и командуя правым прикрытием артиллерии, Штейбе был ранен в перестрелке с черкесами и отправился на излечение в Геленджик. Во внимание к его ревностной службе император Николай Павлович, следуя из Крыма через Геленджик, 20 сентября 1837 г. посетил раненого и пожаловал ему 3000 червонцев.
Вскоре за тем, 25 ноября того же года, Штейбе скончался от полученных им ран.